# Béguédo
Béguédo ist sowohl eine Gemeinde (französisch commune rurale) als auch ein dasselbe Gebiet umfassendes Departement im westafrikanischen Staat Burkina Faso in der Region Centre-Est und der Provinz Boulgou. Die Gemeinde hat in vier Dörfern 19.665 Einwohner, in der Mehrzahl Bissa. Die vier Dörfer sind der Hauptort Béguédo, die Siedlung der Fulbe (administrative Bezeichnung Béguédo Peulh), Fingla und Diarra.